# Сяовей Чжуан
Сяовей Чжуан (англ. Xiaowei Zhuang; спрощ.: 庄小威; кит. трад.: 莊小威; піньїнь: Zhuāng Xiǎowēi; нар. 21 січня 1972, Жугао, Цзянсу, Китай) — китайсько-американський біофізик. професор Гарвардського університету. Визнання їй принесли досягнення у галузі передових технологій візуалізації для біомедичних досліджень, зокрема, розробка методів одномолекулярного та надвисокої просторової здатності оптичної мікроскопії. В 2006 році вона розробила метод STORM (Super-resolution microscopy).

## Біографія
Закінчила Університет науки і техніки Китаю (бакалавр фізики), вчилася там в 1987-1991 рр. Після навчання в 1991-1996 рр. в Каліфорнійському університеті в Берклі отримала ступінь доктора філософії з фізики. В 1997-2001 рр. постдок у Стенфордському університеті.
З 2001 р асистент-професор, з 2005 р асоційований професор, з 2006 року професор на кафедрі хімії та хімічної біології, а також одночасно на кафедрі фізики Гарвардського університету. З 2014 року іменний професор науки Гарвардського університету. З 2015 року директор наукового центру в Гарварді. З 2005 р також працює в Медичному інституті Говарда Г'юза.
Головний редактор журналу Neurophotonics (з 2016), Член редакційних консультативних рад журналів Cell (з 2009), ACS Central Science та ACS Photonics (з 2014), член редколегії і асоційований редактор журналу Annual Review of Biophysics (з 2009), була членом редколегії Biophysical Journal(2009-2012).

## Нагороди та визнання
- 2002: Премія молодим дослідникам Office of Naval Research[en]
- 2003: Премія національної наукової фундації CAREER[en]
- 2003: Бекмановська премія молодим дослідникам[en][7]
- 2003: Searle Scholar[en]
- 2003: Стипендія Паккарда[en]
- 2003: Стипендія Мак-Артура
- 2004: Стипендія Слоуна[en]
- 2005: Camille Dreyfus Teacher-Scholar Award
- 2007: Премія ACS з чистої хімії[en]
- 2008: премія Кобленца
- 2010: Премія Макса Дельбрюка[en]
- 2011: Саклеровська премія[de]
- 2012: Член Американської асоціації сприяння розвитку науки
- 2012: Член Національної АН США
- 2012: Член Американського фізичного товариства
- 2013: Член Американської академії мистецтв і наук
- 2015: Іноземний член Китайської академії наук[8]
- 2015: Премія НАН США з молекулярної біології[en]
- 2015: Премія Пірса Королівського Мікроскопічного товариства[en]
- 2016: Почесний доктор Стокгольмського університету
- 2016: Почесний доктор Делфтського технічного університету
- 2017: Премія Леннарта Нільссона[en]
- 2017: Pittsburgh Analytical Chemistry Award[9]
- 2018: Премія Гейнекена[en][10]
- 2018: Pittsburgh Analytical Chemistry Award[9]
- 2019: Премія за прорив у науках про життя[11]
- 2019: Премія NAS за наукові дослідження[de][12]
- 2019:  член Американського філософського товариства

## Доробок
- Bo Huang, Wenqin Wang, Mark Bates, Xiaowei Zhuang: Three-Dimensional Super-Resolution Imaging by Stochastic Optical Reconstruction Microscopy. In: Science. 319, Nr. 5864, S. 810–813 (doi:10.1126/science.1153529).
- Mark Bates, Bo Huang, Graham T. Dempsey, Xiaowei Zhuang: Multicolor Super-Resolution Imaging with Photo-Switchable Fluorescent Probes. In: Science. 317, Nr. 5845, S. 1749–1753 (doi:10.1126/science.1146598).
- Michael J. Rust, Mark Bates, Xiaowei Zhuang: Sub-diffraction-limit imaging by stochastic optical reconstruction microscopy (STORM). In: Nature Methods. 3, Nr. 10, S. 793–796 (doi:10.1038/nmeth929).